# Montescudo

La commune de Montescudo (en rouge), au sein de la province de Rimini.

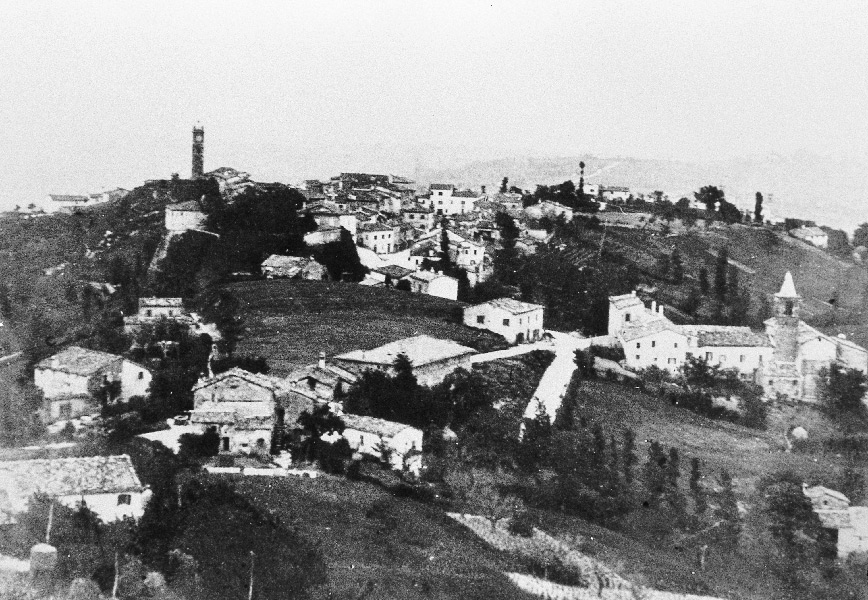
Montescudo, panoramique

Montescudo (Muntscùdli ou Mont Scud en dialecte romagnol) est une commune italienne de la province de Rimini dans la région Émilie-Romagne en Italie.

## Origine du nom
Le nom le plus ancien de Montescudo est Rio Alto, certainement parce qu’à ses pieds courent les torrents Conca et Marano ; devînt ensuite Mons Scutulus, Montescudolo, Montescutello et enfin prit son nom actuel par son annexion au royaume d’Italie.

## Géographie
La commune de Montescudo se trouve à 386 mètres d’altitude sur une colline au pied du mont Godio, entre Saint-Marin et Monte Colombo sur la route provinciale SP42 qui mène à Cattolica.

## Histoire
L’origine de Montescudo est très ancienne comme en révèle les restes d’établissement romain (tombes et colonnes) découverts lors des fouilles archéologiques de 1795 et 1874.
À l’époque de l’empereur Auguste, Montescudo servait de base militaire et de relais pour les cavaliers qui portaient le courrier de Rimini à Rome. Le premier château remonte au début du Xe siècle pour répondre aux invasions barbares.
En 1233, Montescudo jura fidélité à la commune de Rimini en se soustrayant à l’autorité des seigneurs d’Urbino. De 1239 à 1499, le territoire fut soumis aux incessantes querelles entre les Malatesta et les Montefeltro.
En 1555, le pape assigne le domaine au marquis Nicolò di Bagno jusqu’en 1656, puis retourne sous l’État pontifical.
En 1722, la moitié du pays est détruit par un glissement de terrain. 
Durant la campagne napoléonienne, un hommage est rendu par Napoléon Bonaparte lui-même aux habitants de Montescudo pour leur aspiration à la liberté en prononçant des paroles mémorables : « Montescudo est digne du drapeau français ». Ce fut sous le règne de Napoléon que Montescudo connut un maximum de prospérité et de grandeur. En effet, après la création de la république cisalpine de 1798, Napoléon éleva Montescudo comme troisième canton du département du Rubicon ainsi que district territorial, en lui assignat divers offices administratifs tels : le tribunal de première instance, le registre foncier, la conscription, le recensement et la Poste.
Après la chute de Napoléon en 1815, Montescudo retourne sous l’autorité pontificale qui, en représailles à ses sentiments de liberté, le réduit en simple commune jusqu’en 1818 où il reprend son poste de chef-lieu administratif en incorporant le château d’Alboreto et la paroisse de S. Maria del Piano.
En 1860, la commune fait partie du royaume d'Italie.

## Administration
| Période                                  | Période  | Identité      | Étiquette     | Qualité |
| ---------------------------------------- | -------- | ------------- | ------------- | ------- |
| 08/06/2009                               | En cours | Ruggero Gozzi | Liste civique |         |
| Les données manquantes sont à compléter. |          |               |               |         |

### Hameaux
Santa Maria del Pianohameau situé dans la vallée du torrent Conca, aux confins de l'Émilie-Romagne et des Marches, pays connu pour l’artisanat de la céramique.
TrariviÉglise de la Paix et musée de la ligne gothique. Église médiévale ou abbaye Bénédictine du IXe siècle.
Vallianosur le « Rio Melo », église du XVe siècle.
AlberetoPetit château construit par Pandolfo Malatesta restauré avec panorama sur la riviera romagnole.

### Communes limitrophes
Coriano, Gemmano, Monte Colombo, Sassofeltrio

## Population

### Évolution de la population en janvier de chaque année
| 1861  | 1901  | 1921  | 1951  | 1961  | 1971  | 1981  | 1991  | 2001  |
| ----- | ----- | ----- | ----- | ----- | ----- | ----- | ----- | ----- |
| 2 986 | 3 225 | 3 314 | 2 987 | 2 295 | 1 804 | 1 612 | 1 630 | 2 099 |

| 2011  | - | - | - | - | - | - | - | - |
| ----- | - | - | - | - | - | - | - | - |
| 3 303 | - | - | - | - | - | - | - | - |

### Ethnies et minorités étrangères
Selon les données de l’Institut national de statistique (ISTAT) au 1er janvier 2011 la population étrangère résidente était de 304 personnes.
Les nationalités majoritairement représentatives étaient :
| Pos. | Pays     | Population |
| ---- | -------- | ---------- |
| 1    | Maroc    | 46         |
| 2    | Albanie  | 39         |
| 3    | Roumanie | 37         |

## Monuments et lieux d’intérêt

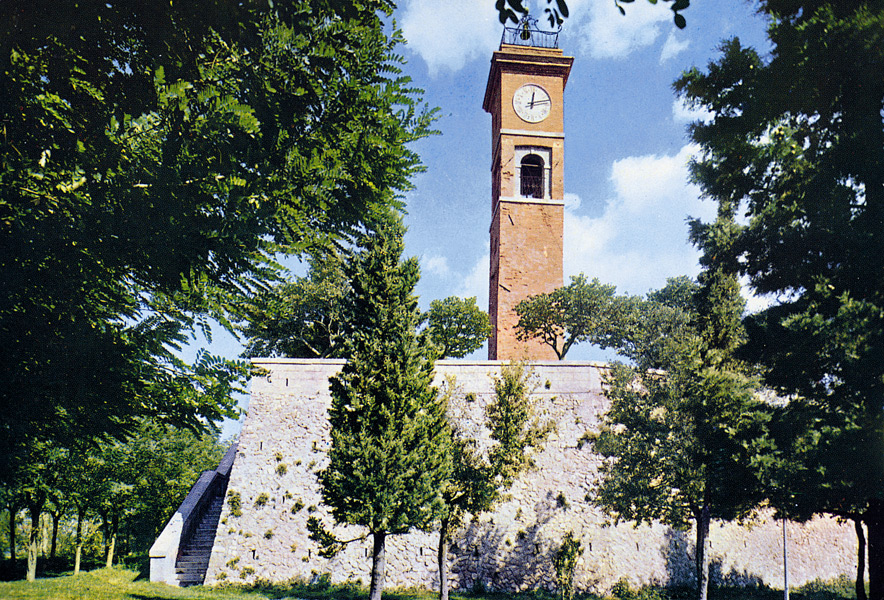
Tour civique

### Architecture religieuse
- Église paroissiale de Montescudo.
- Sanctuaire de Valliano : fresques du XVe siècle.
- Église de la Paix de Trarivi : musée de la ligne gothique.

### Architecture civile
- Tour Civique du XIIIe siècle,
- Théâtre : petit édifice du XIXe siècle.
- Glacière : rare exemple de glacière d’époque malatestienne, sur la place principale.
- Galeries souterraines :  reliaient la rocca à la tour de guet.
- Musée ethnographique de Valliano : consacré à la culture paysanne et traditions populaires[2].
- La forêt d’Albereto : 25 ha de végétation et de plantes rares (sentier piétonnier) ;

### Architecture militaire
- Murs d’enceinte: reste des murailles érigées par Sigismondo Malatesta.
- Château d’Albereto: petite fortification citée dès 1233, renforcée par Sigismondo Malatesta, avec trois tours circulaires, une tour clocher et la terrasse belvédère (panorama sur la riviera romagnole)
- Montescudo conserve les restes d’une rocca malatestiana qui faisait partie du système de défense au sud de Rimini.

### Traditions et folklores
- Le sacre de la patate : manifestation annuelle en l’honneur de la pomme de terre typique de la région, avec gastronomie locale autour de la patate, vin (le « Monte dello Scudo », variété de sangiovese), huile d’olive[3].

## Galerie

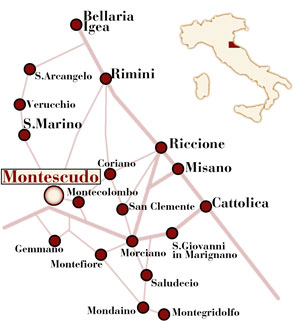
Réseau routier de Montescudo.
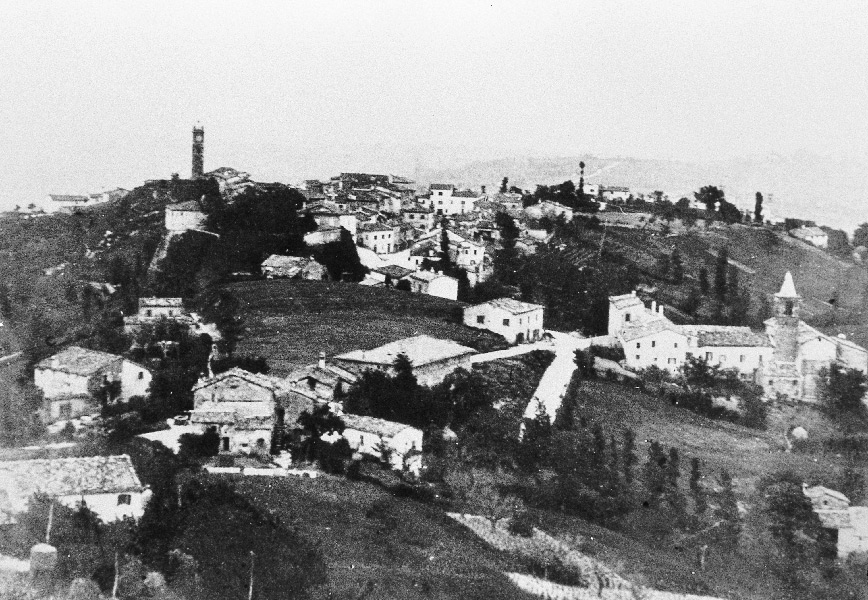
Montescudo hier. Archives communales.
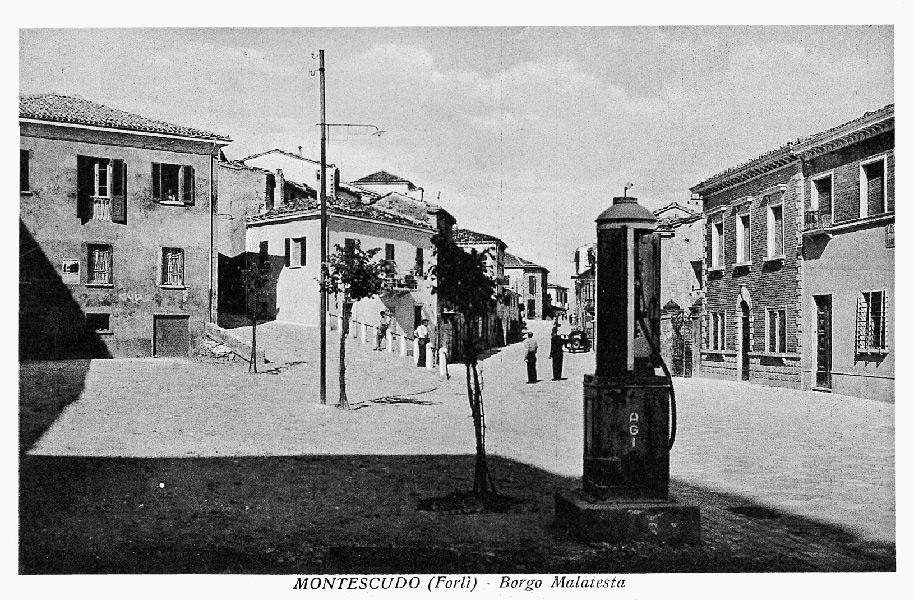
Montescudo. Bourg Malatesta. Archives communales.
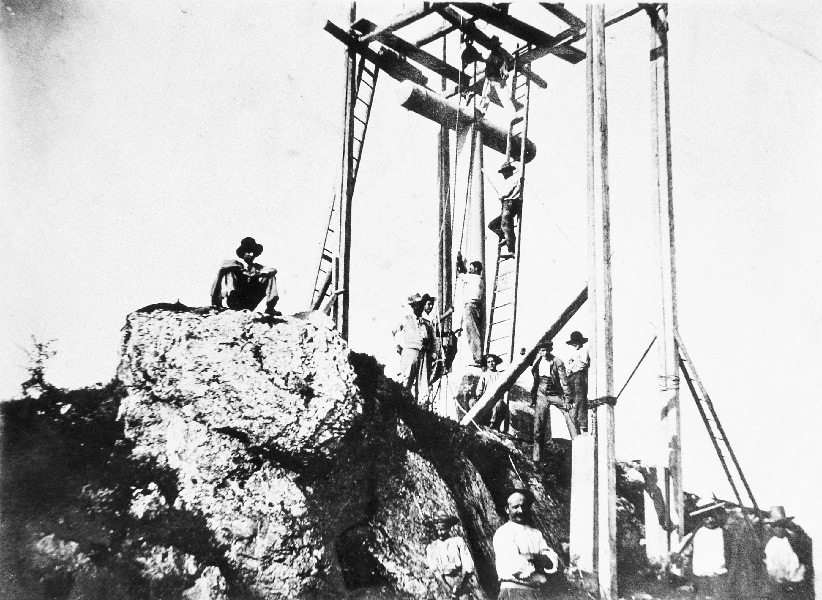
Première croix monumentale, archives communales.
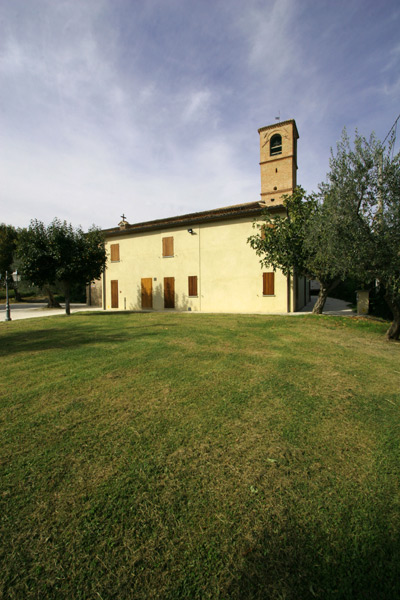
Musée de Valliano.
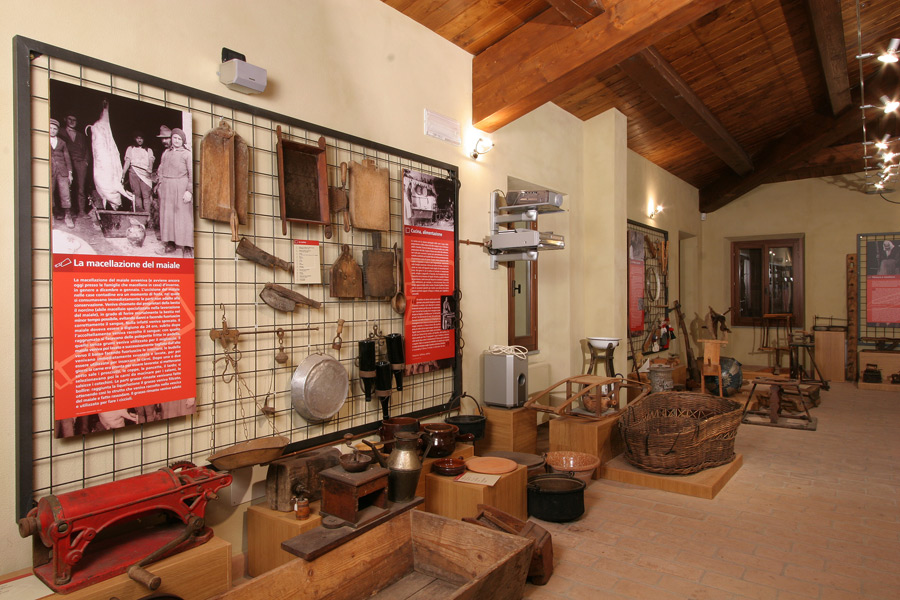
Muséo de Valliano. Objets.
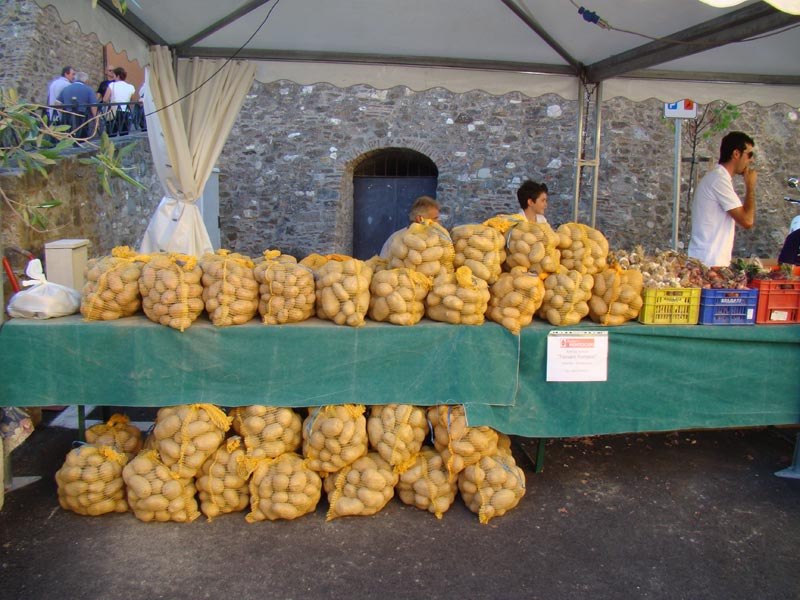
Foire des produits locaux.
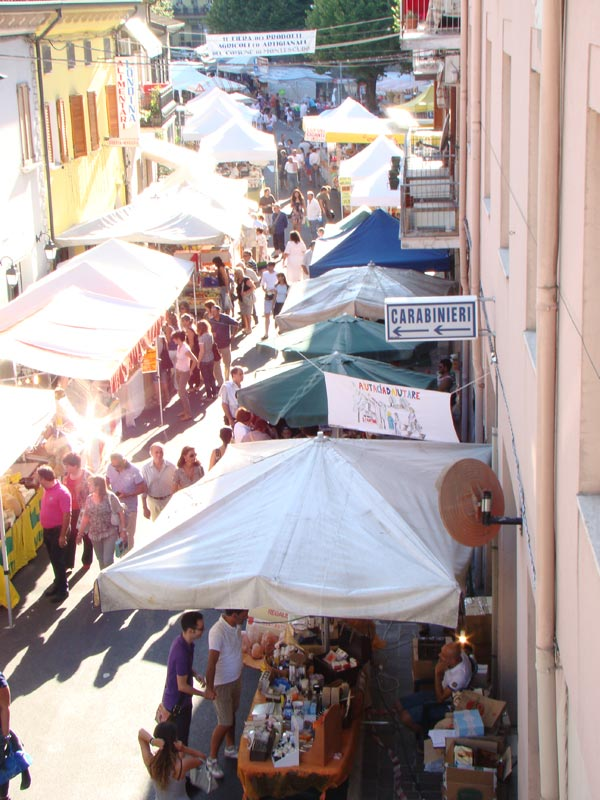
Foire des produits locaux.
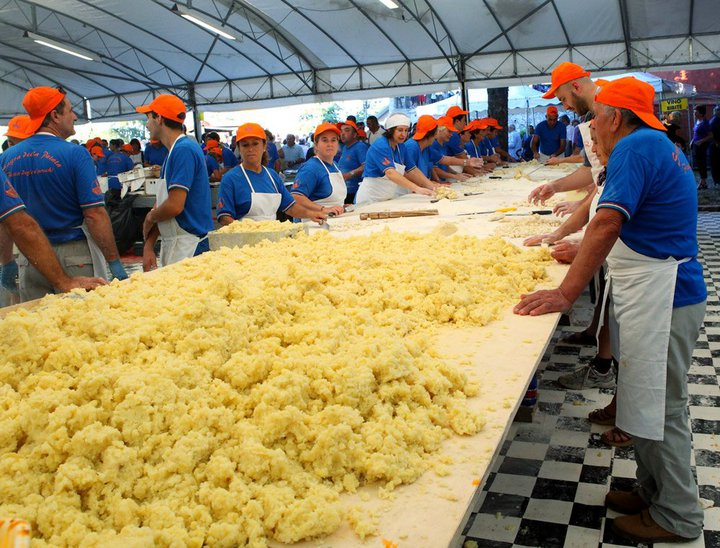
38ª Sacre de la Patata 2010.